# Zona Especial de Conservación Río Camesa

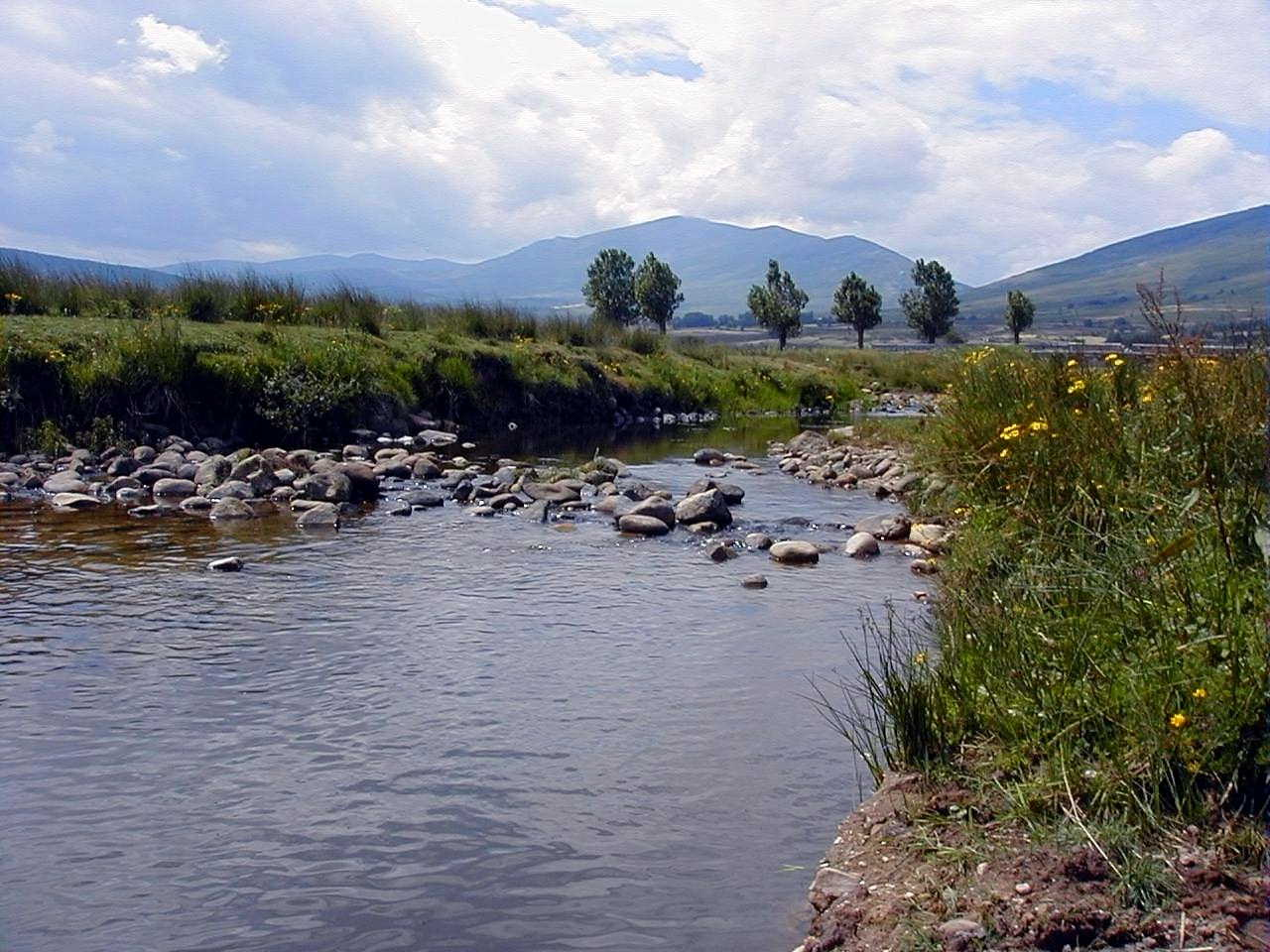
Río Camesa, en Santa Olalla (Valdeolea), Cantabria.

La Zona Especial de Conservación Río Camesa es un espacio protegido de Cantabria, declarado Lugar de Importancia Comunitaria por decisión de la Comisión Europea de 7 de diciembre de 2004, designado posteriormente Zona Especial de Conservación mediante el Decreto 19/2017 del Consejo de Gobierno de Cantabria, e incluido en la Red de Espacios Naturales Protegidos de Cantabria por la Ley de Cantabria 4/2006, de 19 de mayo, de Conservación de la Naturaleza.
Perteneciente a la cuenca del Duero, la ZEC comprende el curso principal del río Camesa y sus afluentes en su recorrido por Cantabria, ocupando una superficie de más de 245 ha, todas ellas incluidas en el municipio de Valdeolea. 
Entre las especies más características destaca la presencia de cangrejo de río (Austropotamobius pallipes), boga del Duero (Chondrostoma duriense), bermejuela (Chondrostoma arcasii) y nutria paleártica (Lutra lutra).